# Les Seigneurs des animaux
Les Seigneurs des animaux é uma série documental de televisão francesa dirigida por Frédéric Fougea.

## Prêmios
| Ano  | Prêmio             | Categoria                                                     | Resultado |
| ---- | ------------------ | ------------------------------------------------------------- | --------- |
| 1996 | Emmy Internacional | Melhor Documentário (episódio: Le pélican de Ramzan le Rouge) | Venceu    |